# Robert Wilkie
Pour les articles homonymes, voir Wilkie.
Robert Leon Wilkie Jr., né le 6 août 1962 à Francfort-sur-le-Main (Allemagne), est un homme politique américain. Il est secrétaire aux Anciens combattants par intérim de mars à mai 2018 dans l'administration du président Donald Trump puis désigné par ce dernier afin de devenir secrétaire de plein exercice. Il est confirmé par le Sénat le 23 juillet et entre en fonction le 30.